# Dipilidiose
A Dipilidiose é uma verminose e zoonose parasitária causada pelo Dipylidium caninum, um cestódeo que comumente infecta cães,gatos e, ocasionalmente, seres humanos. A transmissão ocorre principalmente pela ingestão acidental de pulgas ou piolhos contaminados com ovos do parasita.
Após a contaminação, o verme se instala no intestino delgado. Os sintomas comuns da verminose são coceiras na região ao redor do ânus, dores abdominais, diarreia ou constipação, perda de peso. 
A dipilidiose tem uma distribuição cosmopolita, ocorrendo em áreas onde a infestação por pulgas é comum. É mais prevalente em animais jovens ou em ambientes com alta densidade populacional de cães e gatos. A associação com estes ectoparasitas amplamente distribuídos garante sua presença em diversas regiões do mundo. Animais selvagens, principalmente carnívoros, são comumente afetados.

## Etiologia
O agente etiológico da dipilidiose é o Dipylidium caninum, também conhecido como tênia do cão, verme da pulga ou tênia pepino. Este parasita apresenta um ciclo de vida indireto, envolvendo hospedeiros intermediários (pulgas, como Ctenocephalides felis e canis, Pulex irritans e, raramente, piolhos mastigadores como Trichodectes canis) e hospedeiros definitivos (cães, gatos e, raramente, humanos). Os vermes adultos atingem 2 a 4 mm de largura e cerca de 50 cm de comprimento, dependendo da carga parasitária e das condições do hospedeiro. Eles têm aparência achatada, esbranquiçada e de corpo segmentado.

#### Morfologia do Parasita
O Dipylidium caninum possui características típicas dos cestódeos, incluindo o escólex, uma estrutura localizada na região anterior do parasita, equipada com ventosas e ganchos que facilitam sua fixação na mucosa intestinal do hospedeiro definitivo. Outra estrutura marcante são as proglótides ou proglotes, segmentos do corpo que contêm ambos os órgãos reprodutivos. Esses segmentos são continuamente formados a partir do "pescoço" do parasita. Os proglotes maduros, repletos de ovos, são eliminados nas fezes do hospedeiro. Cada proglote pode conter milhares de ovos, o que aumenta significativamente a chance de infectar os hospedeiros intermediários e continuar o ciclo.

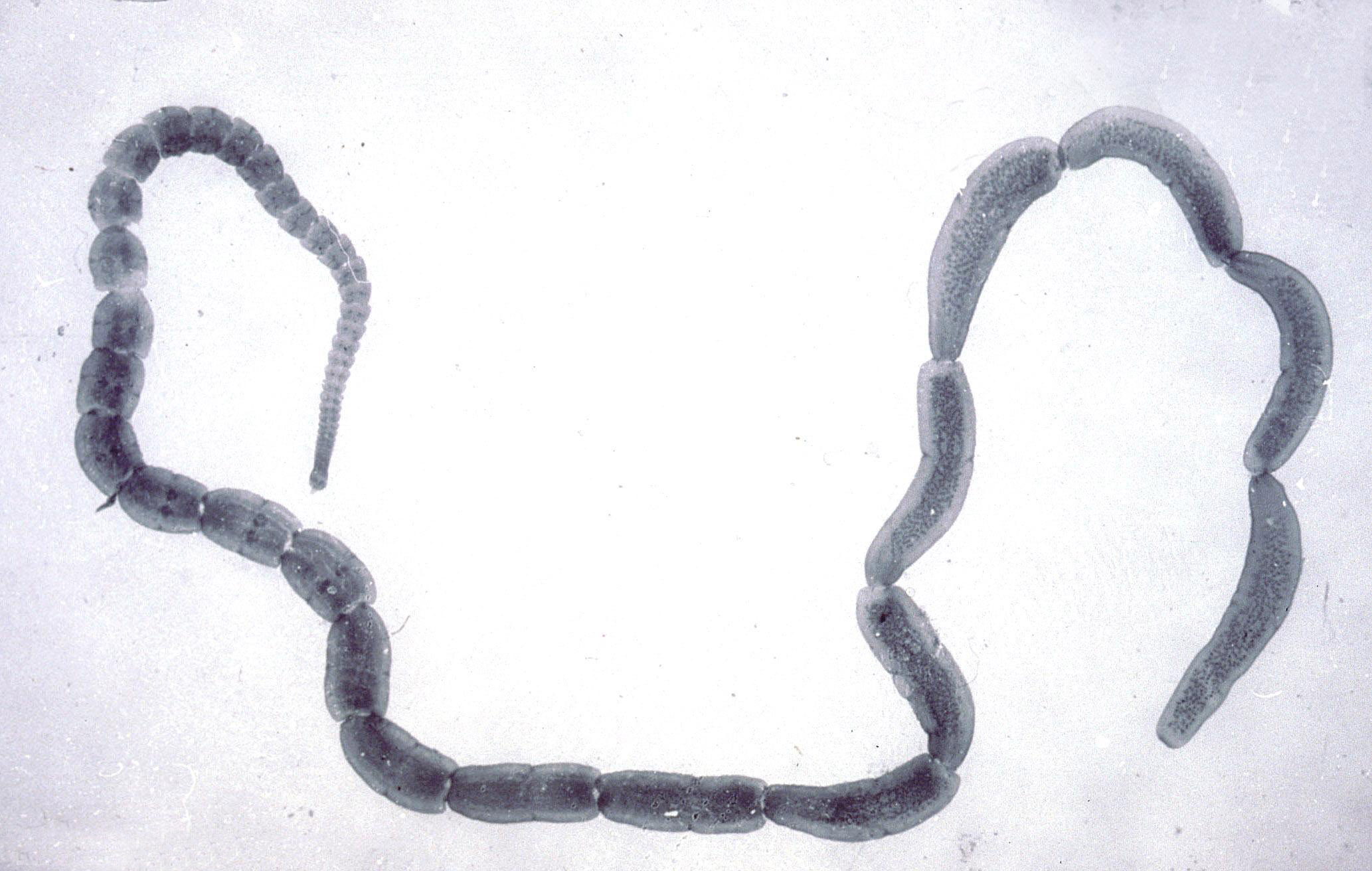
Adulto de Dipylidium caninum.
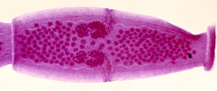
Proglódite madura, vistas no microscópio, corada.
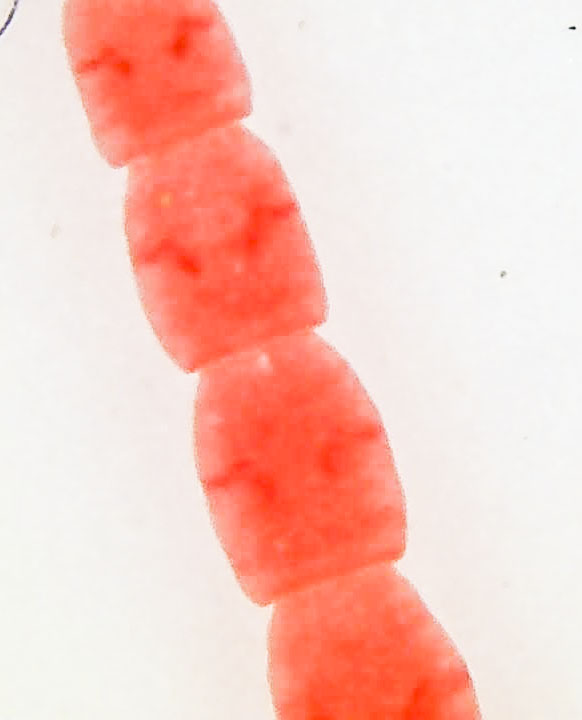
Proglódites, vistas no microscópio, coradas.
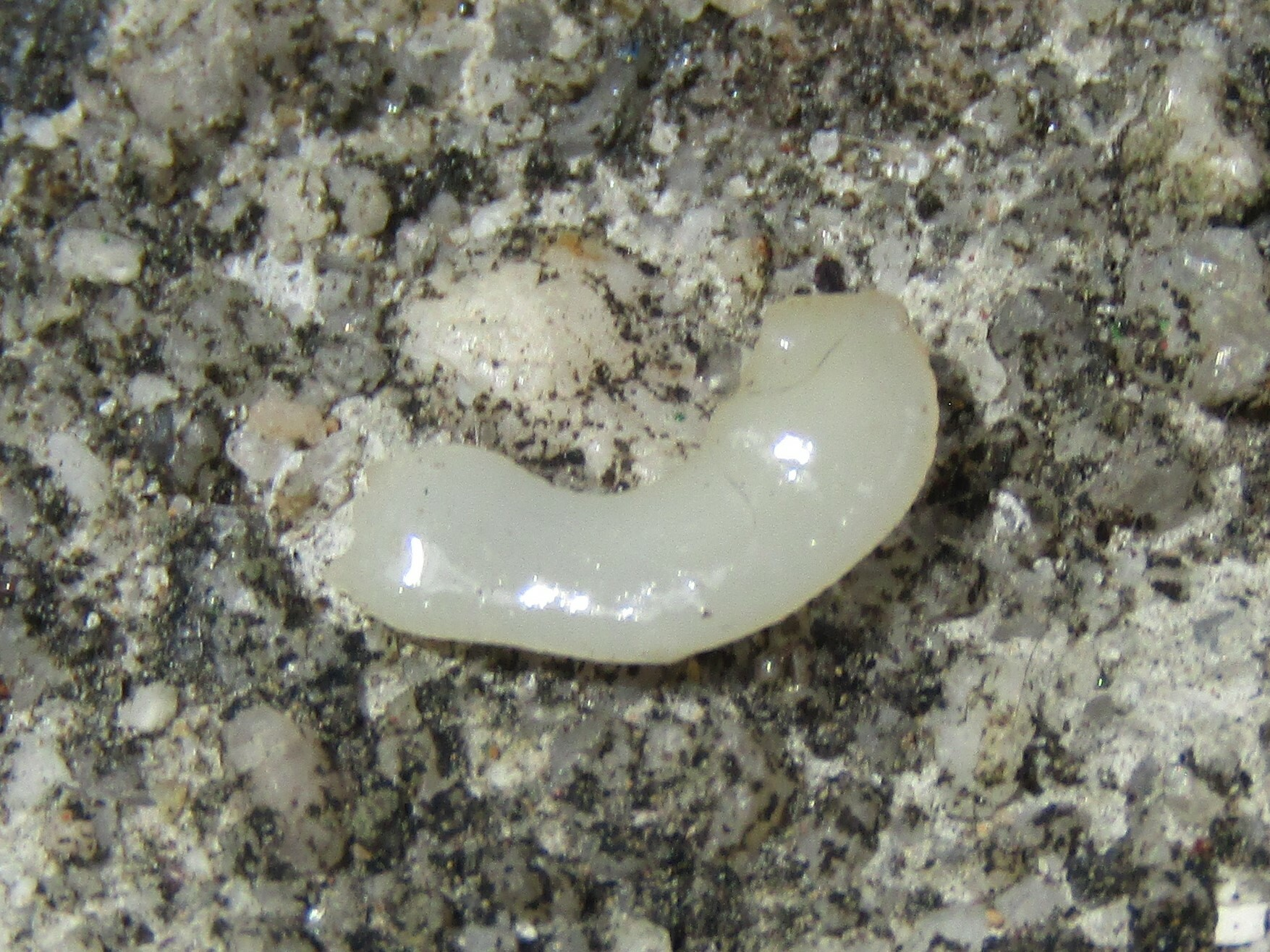
Proglódite vista a olho nu.

## Ciclo de vida
O ciclo de vida do Dipylidium caninum é indireto e envolve a larva das pulgas (Ctenocephalides felis e Ctenocephalides canis) e piolhos mastigadores (Trichodectes canis) como hospedeiros intermediários e cães, gatos ou humanos como hospedeiros definitivos. 
Os vermes adultos, localizados no intestino delgado do hospedeiro definitivo, produzem proglótides repletas de ovos, que são eliminadas nas fezes. No ambiente, essas proglótides liberam ovos, que são ingeridos pelas larvas de pulgas ou piolhos, onde eclodem e se transformam em cisticercoides, a forma infectante.
A transmissão ocorre quando o hospedeiro definitivo ingere acidentalmente uma pulga ou piolho contaminado. No intestino do hospedeiro, o cisticercoide fixa-se à mucosa, maturando em um verme adulto em aproximadamente 3 semanas. Os ovos liberados reiniciam o ciclo, com sua casca resistente garantindo sobrevivência no ambiente até serem ingeridos pelos ectoparasitas.
O ciclo de vida do D. caninum é parecido com o da tênia, já que ambos são cestódeos. 

## Sinais clínicos

### Em animais
- Irritação ou Prurido anal (frequentemente associada ao "arrastar" do ânus pelo chão).
- Perda de peso.
- Presença de proglotes móveis nas fezes ou na região perianal.

Menos frequente:
- Vômitos, constipação ou diarreia em infecções severas.
- Dor e aumento do abdômen em infecções severas.
- Obstrução intestinal pela quantidade de vermes.

### Em humanos
- Dor abdominal leve.
- Presença de proglotes nas fezes.
- Irritação anal e insônia.

O parasita provoca irritação local na mucosa intestinal do hospedeiro definitivo devido à fixação do escólex. Além disso, a presença de proglotes móveis na região perianal pode causar desconforto, coceira e comportamentos típicos de "arrastar" o ânus no chão. Esta irritação pode chegar a impossibilitar o sono do animal ou pessoa, causando insônia.
A dipilidiose raramente é fatal, mas ela pode ser um agravante em situações de imunidade baixa. Como qualquer verminose, pode acabar impedindo a boa absorção de nutrientes no hospedeiro. Os animais mais suscetíveis são os filhotes, animais de rua, animais rurais e os de canis, onde as fezes e o local de dormir do animal ficam muito próximos, facilitando a infecção da pulga. 

## Diagnóstico
O diagnóstico definitivo é realizado por meio da identificação de proglotes nas fezes ou na região perianal do animal. Exames coproparasitológicos podem revelar os ovos característicos do parasita. O hemograma podem também alertar de infecção parasitária. O diagnóstico presuntivo se dá baseado nos sintomas clássicos de verminose, histórico, idade e manejo sanitário preventivo.

## Tratamento
O tratamento é realizado com antiparasitários eficazes contra cestódeos, como o praziquantel. O tratamento também envolve o uso de epsiprantel, nitroscanato ou niclosamida. Estudos indicam que o nitroscanato pode ser uma alternativa em casos de resistência ao praziquantel. Medicamentos como o fembendazol, mebendazol, pirantel e a ivermectina são ineficazes contra a dipilidiose, pois afetam mais vermes nematódeos e pouco os cestódeos. No mercado existem formulações de fármacos mistos que atingem ambos cestódeos e nematódeos na prevenção e tratamento.

## Prevenção
- Controle de pulgas e piolhos nos animais e no ambiente. Ao cortar o ciclo dos hospedeiros intermediários, corta-se também o ciclo de vida do verme. Se os hospedeiros intermediários infectados se encontram no ambiente, pode acontecer uma reinfecção de animais que já tiveram a verminose[1].
- Higiene rigorosa no manejo de cães e gatos. Os ovos de pulgas e os ovos do D. caninum são resistentes e persistem no ambiente por certo tempo.
- Educação para evitar ingestão acidental de pulgas e piolhos, especialmente em crianças[2].

## Saúde Pública
É uma verminose de alta morbidade porém baixa letalidade em cães e gatos. A dipilidiose é considerada uma zoonose incomum em humanos, mas seu potencial de transmissão destaca a importância de programas de controle de ectoparasitas em populações de animais de companhia. O cuidado deve ser maior em crianças devido ao contato próximo com animais de estimação e à ingestão acidental de pulgas infectadas. Um diagnóstico diferencial de vermes que apresentam esta sintomatologia em humanos é a tênia ou o oxiúro. A infecção em seres humanos é autolimitada e geralmente se resolve espontaneamente em um período de até 6 semanas.